# Александров, Сергей Сергеевич
Сергей Сергеевич Александров (16 июня 1906, Санкт-Петербург — 6 декабря 1971, Москва) — советский военачальник, участник Советско-финляндской и Великой Отечественной войн, командующий 34-й воздушной армией (1951—1953), генерал-лейтенант авиации (1954).

## Биография
Родился 16 июня 1906 года[по какому календарю?] в Санкт-Петербурге. В РККА служил с июня 1926 года.
Образование:
- Военно-теоретическая школа ВВС РККА (г. Ленинград, 1927);
- 2-я военная школа лётчиков имени Осоавиахима СССР (г. Борисоглебск, 1929);
- Курсы усовершенствования по технике пилотирования командиров частей при 1-й военной школе лётчиков имени А. Ф. Мясникова (Кача, 1935);
- Военная лётно-тактическая школа ВВС РККА (Липецк, 1937);
- Курсы усовершенствования командиров и начальников штабов авиационных дивизий при военной академии командного и штурманского состава ВВС Красной Армии (Монино, 1942).

Военную службу начинал добровольно поступив 25 июня 1926 года в Военно-теоретическую школу ВВС РККА в Ленинграде (Санкт-Петербурге). После прохождения теоретического курса в июне 1927 года был направлен во 2-ю военную школу лётчиков в г. Борисоглебск, которую окончил в июне 1929 году. Проходил службу на лётных должностях. После окончания Военной лётно-тактической школы ВВС РККА в Липецке был оставлен в ней командиром эскадрильи. В феврале 1939 года назначен командиром 53-го скоростного бомбардировочного авиационного полка ВВС Московского военного округа. В его составе участвовал в советско-финляндской войне. Награждён орденом Красного Знамени. В июле 1940 года назначен командиром 169-го резервного авиационного полка 1-й резервной авиационной бригады Орловского военного округа в Воронеже.
Войну полковник Александров встретил в должности командира 169-го резервного авиационного полка (переименован в 5-й запасной авиационный полк). За время его командования полком было подготовлено более 1500 летчиков-штурмовиков для действующей армии. После обучения на Курсах усовершенствования командиров и начальников штабов авиационных дивизий при военной академии командного и штурманского состава ВВС Красной Армии в Монино был оставлен в академии на должности командира учебного полка. В июле 1942 года назначен заместителем командира 308-й штурмовой авиационной дивизии. В декабре 1943 года назначен командиром 335-й штурмовой авиационной дивизии.
С этой дивизией полковник, а позднее генерал-майор авиации Александров прошёл весь боевой путь до конца войны на 1-м Прибалтийском, 3-м Белорусском и Ленинградском фронтах и командовал дивизией при проведении Городокской, Витебско-Оршанской, Белорусской стратегической наступательной, Полоцкой наступательной, Шяуляйской, Рижской, Прибалтийской, Мемельской, Инстебургско-Кёнигсбергской, Кенигсбергской, Восточно-Прусской стратегической наступательной, Земландской операций и при ликвидации Курляндской группировки.
Только за 1944 год при наступлении войск 1-го Прибалтийского фронта воины дивизии выполнили 5001 боевой вылет, провели 79 воздушных боев, в которых штурмовики сбили 56 самолётов противника. За отличия в боях при прорыве сильной, глубоко эшелонированной обороны Витебского укрепленного района немцев 335-й штурмовой авиационной дивизии 10 июля 1944 года присвоено почётное наименование «Витебская», а за образцовое выполнение задания командования и проявленные при этом доблесть и мужество дивизия награждена орденом «Ленина», орденом «Красного Знамени» и орденом «Суворова II степени».
После войны генерал-майор Александров продолжал командовать этой дивизией в составе 15-й воздушной армии Прибалтийского военного округа. В июне 1946 года принял командование 5-й гвардейской бомбардировочной авиационной дивизией в составе 15-й воздушной армии Прибалтийского военного округа. С февраля 1947 года — командир 1-го гвардейского истребительного авиационного корпуса. В августе 1947 года — генерал-инспектор штурмовой авиации. С декабря 1951 года по июнь 1953 года — командующий 34-й воздушной армией. С апреля 1955 года — на генерал-инспекторских должностях Генерального штаба ВС СССР и штаба ОВС государств-участников Варшавского Договора. С декабря 1956 года — в запасе.
Умер 6 декабря 1971 года в Москве. Похоронен на Введенском кладбище (29 уч.).

## Звания
- Генерал-майор авиации — 26.10.1944 г.
- Генерал-лейтенант авиации — 31.05.1954 г.

## Награды
Награждён орденом Ленина, двумя орденами Красного Знамени, орденами Суворова 2-й степени, Кутузова 2-й степени, Отечественной войны 1-й степени, Красной Звезды, медалями.

## Мемуары
- Александров С.С. Крылатые танки / Лит. запись Ю.П. Грачёва. — Москва: Воениздат, 1971. — 152 с. — (Военные мемуары).